# Aporosa sclerophylla
Aporosa sclerophylla är en emblikaväxtart som beskrevs av Ferdinand Albin Pax och Käthe Hoffmann. Aporosa sclerophylla ingår i släktet Aporosa och familjen emblikaväxter.
Artens utbredningsområde är Papua Nya Guinea. Inga underarter finns listade i Catalogue of Life.